# Bicêtre
O Bicêtre é um hospital localizado em Le Kremlin-Bicêtre, nos subúrbios ao sul de Paris, França.
O hospital Bicêtre foi originalmente planejado como hospital militar e a construção começou em 1634. Foi incorporado pelo Hôpital Général em 1656. Em 1823 era chamado de Hospice de la Vieillesse Hommes. Em 1885 foi renomado Hospice de Bicêtre. Chegou a ser utilizado como orfanato, prisão, asilo para doentes mentais e hospital. Seu mais famoso hóspede foi o Marquês de Sade.

## Ver mais
- Hospital da Salpêtrière